# リトル・ジョー
リトル・ジョー (英: Little Joe) は、アメリカ合衆国の固体燃料ロケットである。マーキュリー計画における宇宙船の緊急脱出用ロケットと耐熱保護板の試験のため、1959年から1960年にかけバージニア州ワロップス島で8回にわたって行われた飛行で使用された。有人宇宙飛行を目的に単独で開発された初のロケットであると同時に、複数の固体燃料ロケットを束ねるという原理で設計され実際に飛行した、先駆的な機体でもあった。
リトル・ジョーの名称はバージニア州ハンプトンにあるラングレー研究所のマキシム・ファゲット (Maxime Faget) がつけたもので、4枚の大きな尾翼がクラップスというゲームの「ハードフォー」という用語の俗称を思い起こさせたことによるものだった。
後継機のリトル・ジョーIIは1963年から1966年まで、アポロ計画で脱出ロケットを試験するために使用された。

## 背景

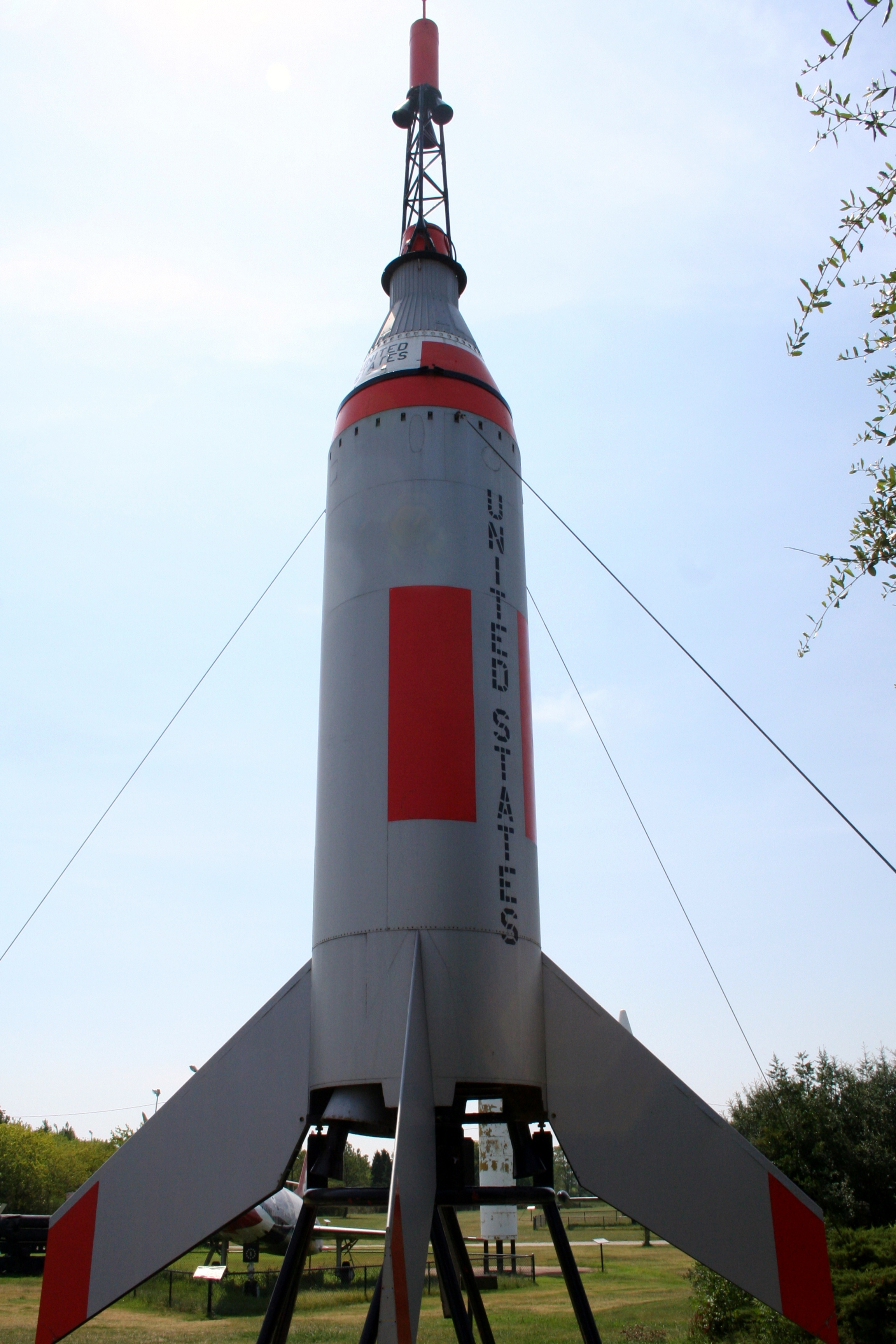
バージニア州ハンプトンのエア・パワーパーク (Air Power Park) に宇宙船の模型とともに展示されている、(リトル・ジョー2号の予備機として) 実際には使用されなかったリトル・ジョーロケット

NASAがマーキュリー計画の有人飛行計画で使用されるロケットを検討していたとき、アトラスロケットは1機につき約250万ドル、レッドストーンでさえ約100万ドルかかることが明らかになった。計画の責任者らは、初期の多くの試験飛行は、はるかに安い打ち上げシステムで行われなければならないと認識した。NASAが設計したリトル・ジョーは、結果的に1機にかかるコストは約20万ドルだった。
1958年1月、マキシム・ファゲット (Maxim Faget) とポール・パーサー (Paul Purser) は、4機のサージェント (Sergeant) 固体燃料ロケットをどのようにして束ねるかということについて非常に詳細な設計図を描きあげていた。これはバージニア州ワロップス飛行施設で、有人宇宙船を成層圏上層に打ち上げるために標準使用されるものであった。ファゲットの「高空飛行」の提案は当時の「アダム計画」と比較され短命に終わったが、1958年8月、ウィリアム・ブランド (William Bland) とロナルド・コロンキウィッチ (Ronald Kolenkiewicz) は、彼らの初期の設計に立ち帰り、安価な固体燃料ロケットを束ね、実物大で全備重量の宇宙船を大気圏の上に打ち上げることを検討した。また宇宙船の実物大模型の落下試験が重ねられ、自由落下時における形状の動安定性についての新たな空気力学的データが提供されたため、加速上昇時における比較データを得る必要性が急速に増した。そのため1958年10月、NASAのチームはロケットの構造と適切な発射機の機械的設計のための、新たな技術的レイアウトと概算を準備した。
この「4機のロケットを束ねる」ということが企画から青写真の段階に移り始めたとき、設計者らがこの計画につけたあだ名も徐々に浸透していった。最初に作られた断面図には4つの穴が描かれていたため、設計者らはクラップスでサイコロの2の目が二つ出たときの「リトル・ジョー」という名称をあてはめた。後にリクルート・ロケットを補助ロケットに追加するためさらに4つの穴が開けられたが、最初につけられたあだ名がそのまま残った。また設計図で描かれた、機体から突出する4枚の大きな空力安定板の存在も、既につけられたリトル・ジョーの名前を浸透させることになった。
有人宇宙船の開発には数々の問題が伴った。特に発射時または上昇中に爆発した機体から脱出する方法を確立するためには、多くの試験が必要だった。そのためこの比較的小型でシンプルなロケットに与えられた主要命題は、コストを抑えることだった。また大気圏再突入時における宇宙船の空気力学的特性ももう一つの大きな問題であり、この種の経験をなるべく早く積むため、設計者らは構想に基づき機体をシンプルに保たなければならなかった。そのためロケットには固体燃料を採用し、性能が保証された既存の機器類を可能な限り使用して、複雑な電子誘導装置や操縦システムを搭載することは避けた。
設計者らはリトル・ジョーを、陸軍のレッドストーンロケットが宇宙船を搭載させたときに発揮すると思われる性能に近似させるように作った。一方で様々な飛行を行うために十分に応用が利くように設計されたのに加え、レッドストーンの基本コストの5分の1で作成ことができ、運用コストもはるかに安くなり、時間や労力も大幅に少なく開発し調達することができた。また大型の発射機と違い、ワロップス島の既存の施設から打ち上げることができた。

## 機体開発
機体製造の入札は1958年11月に行われ、12社が応募した。技術査定はラングレー研究所自体が行った管理負荷の大半以外は、宇宙船に関するものとほぼ同じ方法で行われた。受注は1958年12月29日にノースアメリカンのミサイル局が獲得し、カリフォルニア州ダウニーにおいて、注文された7機の機体と1機の移動発射台の製造に直ちにとりかかった。
リトル・ジョーの飛行の第一の目的は、1958年の終わりに見られたように(徐々に高度を増す状況での宇宙船の空気力学に関する研究に加え) 動圧が最大になる時点での宇宙船の脱出システムを試験し、パラシュートおよび探索と回収の手段を検証することであった。だが計画に関わっていた各専門家のグループは、確固とした実証的なデータをできる限り早く収集することを模索していたため、より正確な優先順位が確立されなければならなかった。第一回の飛行では、飛行中および着水時に宇宙船にかかる衝撃力の測定を確保し、後の飛行では6キロメートル・75キロメートル・150キロメートルと、徐々に高くなる高度での臨界定数を測定した。各リトル・ジョー発射の最小限の目的は、測定が最小限の遠隔測定法で達成されれば、騒音レベル・熱や圧力の負荷・耐熱保護板の分離・動物を搭乗させての実験などの研究で随時補完され得た。リトル・ジョーで打ち上げられる宇宙船のすべては回収されるはずであったので、機体搭載型の記録技術もまたシステムの簡素化に貢献することになっていた。
リトル・ジョーは、有人宇宙船の試験という単一の目的のために特別に設計された、二つしかないロケットのうちの最初のものであり、また複数のロケットを束ねるという原理を用いた実用型発射機の開拓者的な存在でもあった。4機の改良型サージェントロケット (改良された形式により、ともにキャスターあるいはポラックスと呼ばれる) と4機の補助ロケットは様々な順序で点火されるように設定されていたため、発射時推力は進行手順によって大きく変わったが、最大設定推力はほぼ230,000ポンド (1,020キロニュートン) に達した。これは理論的には約4,000ポンド (1,800キログラム) の宇宙船を160キロメートル以上の高度の弾道軌道に運ぶのに十分なものだったが、これらの束ねられた4機のメインエンジンの推力は、有人のアトラスロケットが経験するであろう環境の発射時の経緯を模倣するべきであった。さらに発射時における考えられる限りの最も過酷な状況において、脱出ロケットの爆発的な牽引力がもたらすであろう状況も再現されなければならなかった。リトル・ジョーを完成させるべく検討していた技術者らは、それは注目する必要がないものであることは知っていたが、彼らは自分たちの不格好なロケットがほとんどの弾道宇宙船の設計概念の正当性を証明し、その結果栄誉を得ることを望んだ。後継機のリトル・ジョーIIは、後にアポロ宇宙船の脱出ロケットの試験飛行に使用されることになった。

## 飛行
1960年1月21日の時点で、実行されたものと計画段階に終わったものを含めて5回の飛行が行われ、ノースアメリカンがNASAのために作成した6機の試験機のうちの4機と、ラングレーの工場で作成された5機の宇宙船の原型機が使用された。これらの固体燃料型ロケットの試験の主目標は、ラングレーとワロップスの支援を受けたスペース・タスク・グループによってNASA内部で運営される開発飛行計画において、なくてはならないものだった。今は飛行品質試験のために2機のリトル・ジョーだけが残っている。ノースアメリカンは7機のリトル・ジョーの機体を作成したが、それらのうちの1機は静荷重試験のためカリフォルニア州ダウニーの工場に残された。スペース・タスク・グループは飛行品質試験の計画で3機のリトル・ジョーを持つために、この7番目の機体の改良を命じた。1960年1月のリトル・ジョー1B号の成功は、リトル・ジョー5号として知られる次の6回目の飛行が、マクドネルの生産ラインで作られた実物のマーキュリー宇宙船の初飛行となるであろうことを意味していた。実物大模型を使用しての開発試験飛行から「実物のマクドネル」の宇宙船を使用しての実証試験に移るに従い、スペース・タスク・グループは研究という段階からはるかに先に進み、開発と実行に向けて進んでいった。

## 飛行番号
マーキュリー計画の公式番号は、発射ロケットの機種に合わせた二つのアルファベットと、それに続くダッシュ ( - ) と飛行目的の特定のセットを示す数字、さらにそれらの目的を達成するための追加の飛行と区別するために使われた (A、Bなどの) 任意の文字によって指定されている。従ってリトル・ジョーの初飛行の公式指定番号は「LJ-1」である。計画が進行するに従って追加の飛行が加えられたりしたため、発射は必ずしも番号どおりには行われなかった。実際の順番は以下の写真のとおりである。
- LJ-1
- LJ-6
- LJ-1A
- LJ-2
- LJ-1B
- LJ-5
- LJ-5A
- LJ-5B

## 諸元
- リトル・ジョーI
  - 推力: 10.65トン (235,000ポンド、1,044 kN)
  - 全長: 15.2m
  - 直径: 2.03m
  - 全幅 (尾翼を含む): 6.5m
  - 重量: 12,700kg (28,000ポンド)
  - 燃料: 固体燃料
  - 燃焼時間: ~40秒
- リクルート・ロケット (サイオコール XM19)
  - 推力: 1.7トン (37,500ポンド、167 kN)
  - 全長: 2.7m
  - 直径: 0.23m
  - 重量: 159kg (350ポンド)
  - 燃料: 固体燃料
  - 燃焼時間: 1.53秒
- キャスター・ロケット (サイオコール XM33) 
  - 推力: 2.64トン (58,200ポンド、259kN)
  - 全長: 6.04m
  - 直径: 0.79m
  - 重量: 4,424kg (9,753ポンド)
  - 燃料: 固体燃料
  - 燃焼時間: 37秒